# 웅양초등학교
웅양초등학교는 대한민국 경상남도 거창군 웅양면 노현리에 있는 공립 초등학교이다.

## 학교 연혁
- 2022년 3월 1일 제25대 신정희 교장 취임
- 2021년 12월 28일 제102회 졸업(총5,999명)
- 1999년 9월 1일 하성초등학교 통폐합
- 1996년 3월 1일 웅양초등학교로 개명[1]
- 1993년 3월 1일 군암분교장 통폐합
- 1979년 4월 2일 병설유치원 개원
- 1949년 10월 11일 웅양국민학교로 개명
- 1941년 4월 1일 웅양제1공립국민학교로 개칭[2]
- 1938년 4월 1일 웅양제1공립심상소학교로 개칭[3]
- 1920년 5월 1일 웅양공립보통학교 개교

## 참고 자료
- 웅양초등학교 - 한국교육학술정보원 학교알리미